# Uroxys pygmaeus
Uroxys pygmaeus là một loài bọ cánh cứng trong họ Bọ hung (Scarabaeidae).